# Liste der Justizvollzugsanstalten in Sachsen
Die Liste der Justizvollzugsanstalten in Sachsen führt bestehende und ehemalige Justizvollzugsanstalten im Land Sachsen auf. 

## Justizvollzugsanstalten
| Justizvollzugsanstalt                         | Ort              | Inbetriebnahme                 | Belegungsfähigkeit | Bemerkungen                                                                           | Bild |
| --------------------------------------------- | ---------------- | ------------------------------ | ------------------ | ------------------------------------------------------------------------------------- | ---- |
| Justizvollzugsanstalt Bautzen                 | Bautzen          | 1904                           | 462                | Geschlossener Vollzug, offener Vollzug, Sicherungsverwahrung                          |      |
| Justizvollzugsanstalt Chemnitz                | Chemnitz         |                                | 260                | Frauen                                                                                |      |
| Justizvollzugsanstalt Dresden                 | Dresden          | 2000                           | 805                | Seit 1. Januar 2013 ist die Anstalt ausschließlich für männliche Gefangene zuständig. |      |
| Justizvollzugsanstalt Görlitz                 | Görlitz          |                                | 216                |                                                                                       |      |
| Justizvollzugsanstalt Leipzig mit Krankenhaus | Leipzig          | 1934                           |                    |                                                                                       |      |
| Jugendstrafvollzugsanstalt Regis-Breitingen   | Regis-Breitingen | 2007                           | 376                |                                                                                       |      |
| Justizvollzugsanstalt Torgau                  | Torgau           | 1811                           |                    |                                                                                       |      |
| Justizvollzugsanstalt Waldheim                | Waldheim         | 1716                           | 395                | 18 Plätze im offenen Vollzug                                                          |      |
| Justizvollzugsanstalt Zeithain                | Zeithain         | 1977                           | 395                | 361 Plätze im geschlossenen, 34 Plätze im offenen Vollzug                             |      |
| Justizvollzugsanstalt Zwickau                 | Zwickau          |                                |                    |                                                                                       |      |
| Seehaus Leipzig                               | Neukieritzsch    | 2018 (Start 2011 in Störmthal) | 14                 | Jugendstrafvollzug in freien Formen                                                   |      |